# Nicole Cruz
Nicole Marie Cruz Solá (15 agosto 1995) è una pallavolista portoricana, centrale delle Changas de Naranjito.

## Carriera

### Club
La carriera di Nicole Cruz inizia nei tornei giovanili portoricani, giocando per la formazione dell'AVOLI. Nella stagione 2016 fa il suo esordio da professionista, debuttando nella Liga de Voleibol Superior Femenino con le Capitalinas de San Juan. Dopo due annate di inattività, è di nuovo in campo nella Liga de Voleibol Superior Femenino 2019 con le Llaneras de Toa Baja, mentre nel campionato seguente si accasa alle Indias de Mayagüez.
Per la Liga de Voleibol Superior Femenino 2021 si accasa nelle Leonas de Ponce, mentre nell'edizione successiva approda alle Changas de Naranjito. Dopo un biennio con la franchigia di Naranjito, per la Liga de Voleibol Superior Femenino 2024 viene ingaggiata dalle Cangrejeras de Santurce, con cui vince lo scudetto, mentre nell'edizione seguente del torneo torna in forza alle Changas de Naranjito.

### Nazionale
Fa il suo esordio nella nazionale portoricana in occasione della NORCECA Final Six 2021, chiusa al sesto e ultimo posto.

## Palmarès

### Club
- Campionato portoricano: 1

2024